# Glossostelma xysmalobioides
Glossostelma xysmalobioides là một loài thực vật có hoa trong họ La bố ma. Loài này được (S.Moore) Bullock mô tả khoa học đầu tiên năm 1952.